# Goetheana
Goetheana är ett släkte av steklar. Goetheana ingår i familjen finglanssteklar.
Kladogram enligt Catalogue of Life:
| Goetheana | \| \| Goetheana incerta \| \| \| \| \| \| Goetheana pushkini \| \| \| \| \| \| Goetheana rabelaisi \| \| \| \| \| \| Goetheana shakespearei \| \| \| \| |
|           | \| \| Goetheana incerta \| \| \| \| \| \| Goetheana pushkini \| \| \| \| \| \| Goetheana rabelaisi \| \| \| \| \| \| Goetheana shakespearei \| \| \| \| |
|           | Goetheana incerta |
|           | |
|           | Goetheana pushkini |
|           | |
|           | Goetheana rabelaisi |
|           | |
|           | Goetheana shakespearei |
|           | |